# Seznam osebnosti iz Občine Domžale
Seznam osebnosti iz Občine Domžale vsebuje osebnosti, ki so se tu rodile, delovale ali umrle.

## Religija
- Janez Nepomuk Morack, duhovnik, redovnik, jezuit in pedagoški delavec (1730, Ljubljana – 1807, Radomlje)
- Sigismund Anton von Hohenwart,  avstrijski duhovnik, škof, nadškof in plemič (1730, Dvorec Kolovec – 1820, Dunaj)
- Anton Traven, duhovnik (1754, Dob – 1807, Ljubljana)
- Janez Adam Traven, teolog, duhovnik in cerkveni skladatelj (1781, Dob – 1847, Dob)
- Gašper Švab, bogoslovni pisec in duhovnik  (1797, Bohinjska Bistrica – 1866, Dob)
- Janez Zupančič,  duhovnik, nabožni pisatelj in mecen (1819, Šmarje - Sap – 1895, Radomlje)
- Janez Flis, duhovnik in umetnostni zgodovinar  (1841, Dob – 1919, Ljubljana)
- Ivan Belec, duhovnik, sociolog in socialni publicist  (1856, Radomlje – 1889, Radomlje)
- Franc Bernik,  duhovnik, pisatelj in skladatelj (1870, Ljubljana – 1948, Domžale)
- Anton Cerar, duhovnik in narodni delavec (1892, Dob – 1976, Dob)
- Janez Jeretina, duhovnik in pesnik (1894, Brezje pri Dobu – 1921, Ljubljana)
- Ivan Ahčin, teolog, katoliški sociolog, publicist in politik  (1897, Domžale – 1960, Argentina)
- Matija Tomc, skladatelj, duhovnik in glasbeni pedagog  (1899, Kapljišče – 1986, Domžale)
- Franc Rode, duhovnik, ljubljanski nadškof in metropolit, lazarist, kardinal (1934, Rodica)
- Anton Štrukelj, teolog in pedagog  (1952, Dob)
- Franc Ksaver Prešeren, kurat, stric pesnika Franceta Prešerna

## Šport
- Metod Humar, alpinist, gorski vodnik in gorski reševalec (1939, Nožice – 2012)
- Vlado Čermak, trener plavanja (1949, Domžale)
- Danica Guberinič, košarkarica (1955, Domžale)
- Boštjan Lekan, biatlonec (1966, Domžale)
- Barbara Brlec, alpska smučarka (1972, Domžale)
- Teja Gregorin, biatlonka (1980, Ljubljana)
- Jaka Štromajer, nogometaš (1983, Domžale)
- Saša Farič, smučarka prostega sloga (1984, Radomlje)
- Gal Koren, hokejist (1992, Domžale)
- Žiga Ručigaj, kolesar (1995, Domžale)

## Zabava
- Jelica Vuk Sadar, glasbenica in koncertna pevka (1894, Ihan – 1931, Ljubljana)
- Anton Šubelj, operni pevec (1899, Rodica – 1966, Cleveland))
- Matija Cerar, pevec zabavne glasbe (1940, Radomlje – 2011, Radomlje)
- Edi Semeja, harmonikar (1942, Dob)
- Franc Flere, harmonikar (1945, Krtina – 2017)
- Daniel Popović, pevec (1955, Črna gora)
- Katarina Habe, pevka zabavne glasbe in doktorica psihologije (1973, Ljubljana)
- Karmen Stavec, pevka zabavne glasbe (1973, Berlin)
- Alenka Gotar, sopranistka (1977, Ljubljana)
- Špela Grošelj, pevka, TV-voditeljica (1985, Domžale)
- April (pevka), pevka zabavne glasbe (1989)
- Eva Černe, pevka zabavne in resne glasbe (1989, Ljubljana)
- Martina Šraj, pop pevka (1992)
- Neža Drobnič, pevka in televizijska napovedovalka
- Alenka Strnad, radijska voditeljica, vremenarka
- Moravška Mara

## Umetnost

### Gledališče, film in glasba
- Josip Sicherl,  orglar in skladatelj (1860, Ljubljana – 1935, Domžale)
- Jakob Flis, domžalski organist, zborovodja, soustanovitelj domžalske godbe (1868–1948)
- Alojzij (Lojze) Mav, duhovnik, skladatelj in dirigent (1898, Groblje – 1977, Ljubljana)
- Franc Lazar, petdeset let režiser v Domžalah (1903, Šentjanž na Dolenjskem)
- Stane Habe, glasbenik, pedagog in častni občan (1920, Vrhnika – 2003)
- Nenad Jovičić, filmski snemalec (1922, Sarajevo – 2006, Domžale)
- Aci Bertoncelj, pianist, univerzitetni profesor in kulturni delavec (1939, Ljubljana – 2002, Domžale)
- Alojz Stražar, režiser, kulturni delavec (1944, Škocjan)
- Tomaž Habe, skladatelj, pedagog in dirigent (1947, Vrhnika)
- Janez Lapajne, filmski režiser (1967, Celje)
- Tanja Zajc Zupan, citrarka (1972, Ljubljana)

### Slikarstvo, kiparstvo in fotografija
- Janez Verbnik,  kipar (1733, Kranj – 1805, Dob)
- Mihael Kavka, slikar (1809, Ihan – 1873, Ihan)
- Ivan Pengov, kipar in podobar (1879, Selo pri Ihanu – 1932, Ljubljana)
- Franc Mrčun, slikar (1881, Bišče – 1937)
- Ivan Vrečar, podobar, slikar, politik in gospodarstvenik (1887, Moravče – 1957)
- Peter Veit, kipar (1889, Domžale – 1951, Količevo)
- Peter Loboda, kipar (1894, Domžale – 1952, Ljubljana)
- Franjo Golob,  grafik, slikar in restavrator (1913, Prevalje – 1941, Domžale)
- France Ahčin, kipar (1919, Domžale – 1989, Argentina)
- Anton Ravnikar, kulturni delavec, slikar in kronist (1919, Domžale – 1991)
- Tomaž Kvas, slikar in restavrator (1921, Prelog) – 2016)
- Mario L. Vilhar,  slikar, kipar, grafični oblikovalec (1925, Postojna – 2014, Domžale)
- Daniel Fugger, akademski slikar (1927, Domžale) – 2000)
- Marjan Vojska, slikar in grafik (1934, Domžale)
- Vera Terstenjak Jovičić, slikarka (1944, Prevoje pri Šentvidu)

### Književnost, tiskarstvo in založništvo
- Jožef Virk, pesnik in duhovnik (1810, Podrečje – 1880, Loče)
- M. Stanislava Skvarča, pesnica, učiteljica, redovnica, uršulinka (1848, Domžale – 1917, Ljubljana)
- Anton Koder, pisatelj, pesnik in publicist (1851, Radomlje – 1918, Ljubljana)
- Anton Slatnar, tiskar in založnik v Kamniku (1867, Nožice – 1926, Kamnik)
- Matija Rode, pisatelj, publicist in knjižničar (1879, Domžale – 1961, Ljubljana)
- Frank Česen, književnik, ameriško-kulturni delavec (1890, Domžale – 1983, Cleveland)
- Jože Karlovšek, gradbeni inženir in pisatelj (1900, Šmarjeta – 1963, Domžale)
- Saša Vuga, pisatelj, dramaturg, scenarist, urednik in akademik (1930, Most na soči – 2016, Ljubljana)
- Vinko Rode, pesnik, pisatelj, filozof in pedagog (1932, Rodica)
- Breda Smolnikar, pisateljica (1941, Herceg Novi)

## Humanistika in znanost
- Franc Erazem Hohenwart, genealog (1650, Kolovec – 1714, Kolovec)
- Fran Gabršek, pedagoški pisec in šolnik (1856, Homec – 1937, Ljubljana)
- Franc Pengov, naravoslovec in duhovnik (1876, Pšata – 1954, Ljubljana)
- Anton Breznik, jezikoslovec, duhovnik in ravnatelj (1881, Ihan – 1944, Ljubljana)
- Ignac Šlajpah, veterinar (1885, Ljubljana – 1968, Domžale)
- Milan Flerin, zgodovinar, pedagog, urednik in častni občan (1915, Domžale – 2003)
- Marijan Smolik, leksikograf, literarni zgodovinar, liturgik, teolog, bibliotekar (1928, Dob – 2017, Ljubljana)
- Stane Stražar, elektrotehnik, kronist in društveni delavec (1929, Škocjan pri Dobu)
- Tone Cevc, etnolog (1932, Kamnik – 2007, Domžale)
- Janez Kosmač, ljubiteljski kulturni in društveni delavec (1932, Škrjančevo)
- France Rode, inženir elektrotehnike in izumitelj (1934, Nožice – 2017, Kalifornija)
- Miroslav Stiplovšek, zgodovinar (1935, Ljubljana)
- Janez K. Lapajne, geofizik in seizmolog (1937, Celje – 2012, Rodica)
- Tine Hribar, filozof fenomenolog (1941, Goričica pri Ihanu)
- Matjaž Brojan, novinar, kulturni delavec in publicist (1944, Beograd)
- Nada Razpet, fizičarka (1948, Domžale)
- Marc L. Greenberg, ameriški jezikoslovec, univerzitetni profesor dialektolog in urednik (1961, Kalifornija)
- Veronika Podgoršek, teologinja (1980, Ljubljana)

## Vojska
- Jernej Andrejka plemeniti Livnograjski, častnik, plemič in pisatelj  (1850, Dolenje – 1926, Ljubljana)
- Franc Pogačar, vojak (1881, Radovljica – 1949, Domžale)
- Franc Avbelj, delavec, komunist, partizan in narodni heroj Jugoslavije  (1914, Trnjava – 1991, Vir)
- Ivan Kosirnik , partizan, politik in strojni ključavničar  (1921, Domžale)
- Adam Ravbar, baron, poveljnik deželne konjenice (?, Gorjuša pri Domžalah)

## Pravo, uprava in politika
- Josip Kušar, politik in podjetnik (1838, Ljubljana – 1902, Domžale)
- Matej Janežič, župan, častni občan, gostilničar (1845–1921)
- Janko Rahne, pravnik, publicist in leposlovec (1860, Rača – 1928, Lukovica)
- Valentin Rožič, politik in publicist (1878, Sv. Trojica – 1935, Ljubljana)
- Anton Skok, župan, gospodarstvenik (1878–1953)
- Cvetka Zalokar Oražem, političarka, poslanka in književnica (1960, Domžale)
- Toni Dragar, župan (1961, Ljubljana)
- Gregor Virant, politik, pravnik in univerzitetni učitelj (1969, Ljubljana)
- Anja Kopač Mrak, političarka in sociologinja (1974, Kranj)
- Peter Primožič, pravnik in častni občan

## Šolstvo in zdravstvo
- Franc Pfeifer, prvi domžalski učitelj, vodja šole, zborovodja, organist in kapelnik (1843, Kranj)
- Ivan Zarnik, učitelj in književnik (1845, Homec – 1912, Ljubljana)
- Alojzij Bolhar, profesor, literat (1899, Kamnik – 1984, Celje)
- Venčeslav Koželj, inženir elektrotehnike in univerzitetni profesor (1901, Domžale – 1968, Ljubljana)
- Milan Merhar, učitelj in slikar (1910, Ljubljana)
- Velimir Vulikić, primarij, doktor stomatoloških znanosti, pisatelj in publicist, častni občan (1931, Kosovo)
- Metka Pichler, glasbena pedagoginja in zborovodkinja (1948, Domžale – 1989)
- Josip Cepuder, šolnik (1854, Domžale – 1949, Ljubljana)

## Gospodarstvo
- Peter Majdič, veleindustrialec (1823, Jarše – 1908, Jarše)
- Ivan Kuralt, domžalski mlinar in industrialec (1874, Domžale – 1937, Domžale)
- Maks Klodič, vitez Sabladoski, graditelj železnic (1875, Trst – 1953, Ljubljana)
- Josip Senica, domžalski trgovec (1883, Jurklošter)
- Mihael Osolin, lesni trgovec, furman in mlinar (1888–1956)
- Jože Pogačnik, gospodarstvenik, župan, častni občan (1916) (b:Dobravski kdojekdo#Jože Pogačnik)
- Jože Spanring , kmetijski strokovnjak in dokumentacijski ali informacijski specialist (1923, Dob – 2010, Ljubljana)
- France Cegnar, agronom, živilski tehnolog in slikar (1925, Domžale – 2011, Ljubljana)
- Janez Kosmač, ljubiteljski kulturni in društveni delavec (1932, Škrjančevo)
- Janez Duhovnik, gradbeni inženir (1942, Količevo)
- Franc Habe, agronom (1943, Martjanci)